# Acido lattobacillico
L'acido lattobacillico o acido fitomonico  è un acido grasso composto da 19 atomi di carbonio con un gruppo ciclopropano in posizione 11-12.  I sali sono chiamati lattobacillati. L'acido lattobacillico con 19 atomi di carbonio è uno dei pochi acidi grassi con un numero dispari di atomi di carbonio.
Viene chiamato anche acido  cis -11,12-metilene-octadecanoico ipotizzando l'addizione di un ponte metilenico che satura il doppio legame in posizione 11=12.

Isomero cis (sopra) e isomero trans (sotto) dell'acido lattobacillico

In natura l'acido si presenta come isomero cis. Nelle piante l'acido ciclopropanico derivato dall'acido oleico, con il ponte metile in posizione 9-10, è l'acido di-idrosterculico 9,10-cpa-19:0. Questo isomero posizionale dell'acido lattobacillico è il precursore tramite desaturasi di acidi ciclopropenici: acido sterculico e acido malvalico e si trova spesso associato all'acido lattobacillico anche nei lipidi di molti generi batterici, ma è stato trovato anche negli eucarioti, ad esempio nei protozoi della famiglia Tripanosomatidae, nei generi Crithidia , Leishmania , Leptomonas , Herpetomonas e Phytomonas.  Secondo uno studio pubblicato nel 2014, l'acido lattobacillico e l'acido diidrosterculico si presentano in tracce (<0,1% degli acidi grassi totali) anche nel latte di vacche alimentate con insilato di mais.La assenza di questi acidi permetterebbe il riconoscimento di prodotti caseari, come il Parmigiano-Reggiano, dove il disciplinare di produzione non consente l'utilizzo di latte da vacche alimentate con insilati.

## Storia
L'acido lattobacillico è stato identificato per la prima volta da Hofmann e Lucas nei fosfolipidi dei batteri Lactobacillus arabinosus nell'anno 1950, ma successivamente è stato individuato in numerosi altri tipi di batteri. È stato il secondo acido grasso con un numero dispari di atomi di carbonio isolato nei batteri, dopo l'acido tubercolostearico individuato nel 1929 nel  Mycobacterium tuberculosis . Fino ad allora si pensava che gli acidi grassi dovessero sempre avere un numero pari di atomi di carbonio al punto che l'acido lattobacillico individuato nel 1938 nel  Agrobacterium tumefaciens  (batterio allora chiamato Phytomonas tumefaciens ) venne scambiato per un acido con 20 atomi di carbonio. Da queste ricerche il nome acido fitomonico.

## Biosintesi batterica
La biosintesi batterica dell'acido lattobacillico partirebbe dal acido asclepico ( alias acido cis - vaccenico) 18:1Δ11c.
La S-adenosil metionina  cederebbe il ponte metilene (-CH2-) all'acido asclepico ; la reazione procede attraverso la formazione di un carbocatione; che viene aggiunto , con l'aiuto dell'enzima ciclopropano acido grasso sintasi, formando l'acido lattobacillico legato in un fosfolipide. La S-adenosil metionina  viene idrolizzata in omocisteina e adenosina.